# Couronne impériale du Brésil
Précédent 
La couronne impériale du Brésil (en portugais : Coroa imperial do Brasil), aussi nommée couronne de Pierre II (Coroa de Dom Pedro II) ou couronne diamantine (Coroa Diamantina), est une couronne fabriquée en 1841 pour l'empereur brésilien Pierre II. Remplaçant la couronne de Pierre Ier, elle devint le symbole du pouvoir impérial et la pièce centrale des joyaux de l'empire du Brésil jusqu'en 1889 et la chute de la monarchie. Utilisée lors de différentes cérémonies officielles, elle était aussi représentée héraldiquement sur les armoiries brésiliennes et sur son drapeau. Elle est aujourd'hui la propriété de l'État brésilien et est exposée au musée impérial de Petrópolis.

## Histoire
En 1825, après plusieurs années de conflits, le royaume du Portugal reconnait officiellement l'indépendance du Brésil par le Traité de Rio de Janeiro. Proclamé depuis 1822, Pierre Ier, premier empereur du Brésil et fils du roi portugais Jean VI, va connaitre un règne mouvementé jalonné de guerres, de révoltes, de crises et de scandales domestiques. En 1831, concentré sur les problèmes de la succession royale portugaise, il décide finalement d'abdiquer de la couronne brésilienne en faveur de son jeune fils Pierre, alors âgé de 5 ans. Après une période de régence, les élites politiques proposent d'abaisser l'âge de majorité requis pour que Pierre II deviennent enfin pleinement empereur (alors qu'il n'a à ce moment que 14 ans). Une fois acceptée par le jeune souverain, une cérémonie de couronnement est prévue pour le 18 juillet 1841. Ce événement marque le début d'une période de stabilité et de prospérité dans l'histoire du Brésil.

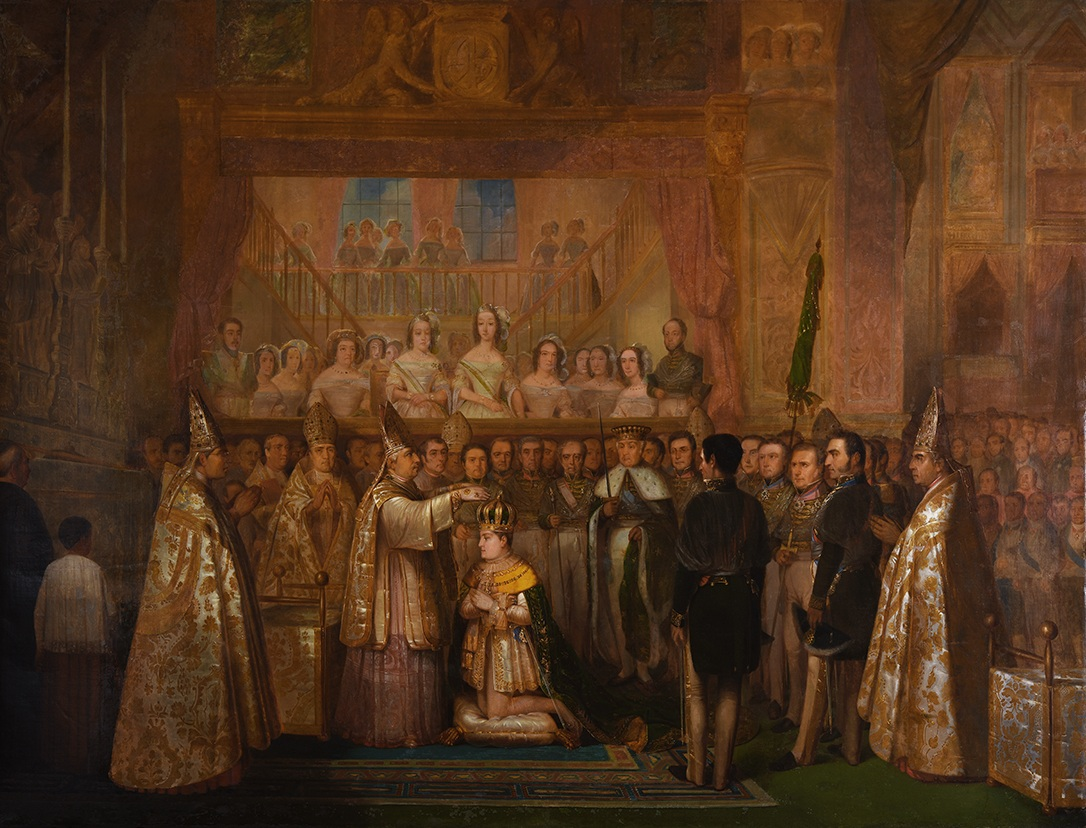
Couronnement de Pierre II du Brésil, par François-René Moreaux (1842). Romualdo Antônio de Seixas, primat du Brésil, dépose la couronne sur la tête de l'empereur en prononçant la formule liturgique Accipe coronam imperii...

À l'occasion du couronnement, l'orfèvre brésilien Carlos Martin réalise une couronne impériale. Une autre couronne avait déjà été fabriquée pour l'empereur Pierre Ier en 1822, mais on enleva diverses pierres de l'objet pour les placer sur la nouvelle couronne impériale. Cette-dernière sera dévoilé pour la première fois le 8 juillet 1841, dix jours avant le couronnement tant attendu. Elle était considérée en son temps comme le bijou le plus important de toutes les Amériques.
Durant la cérémonie de couronnement et alors qu'il est à genoux, l'empereur est entouré par des évêques pendant que le prélat officiant se rend à l'autel pour prendre la couronne impériale (pour Pierre II, ce fut Romualdo Antônio de Seixas, archévêque de Bahia et primat du Brésil). L'empereur est respectueusement couronné au nom de la sainte Trinité tandis que tous les évêques posent leurs mains sur le sommet de la couronne et qu'est prononcée la formule liturgique Accipe coronam imperii, quae, licet ab indignis, Episcoporum tamen manibus capiti tuo imponitur (Recevez la couronne de l'Empire, qui par les mains de nous évêques pourtant indignes, est imposée sur votre tête). L'empereur est alors signé par le prélat officiant pour une bénédiction. Une fois cela fait, les évêques retirent leurs mains de la couronne, et le souverain toujours à genoux reçoit les autres regalia (gants, anneau, orbe, main de Justice et sceptre) lors de la suite de la cérémonie.
Outre la cérémonie de couronnement, l'usage voulait que la couronne ne soit portée que durant les grandes occasions et les festivités de la cour impériale. Durant son règne, Pierre II réduisit son usage aux seules cérémonies d'ouverture et de clôture du Parlement, où l'empereur déclarait son Discours du trône (nommé en portugais Fala do Trono). Durant cette cérémonie, l'empereur prononçait un discours au Palácio do Conde dos Arcos (pt), siège du Sénat impérial, où il énonçait les difficultés traversées durant l'année et les problèmes jugés prioritaires. Par cet acte, le monarque remplissait son rôle de pouvoir modérateur dévolu par la Constitution et apparaissait ceint de tous les attributs impériaux.
Lors de la chute de la monarchie brésilienne en 1889, le nouveau pouvoir républicain pris possession des anciens joyaux de la Couronne. Retrouvée par hasard dans des caisses en 1906 avec le sceptre et le manteau impérial, le gouvernement les récupéra mais contrairement à ce qui a pu se passer dans d'autres pays, aucune pièce ne fut vendue ou détruite. La couronne fut même légalement rachetée aux héritiers de Pierre II en 1935. Grâce à cela et depuis 1943, la couronne est toujours visible au Musée impérial du Brésil à Petrópolis, situé dans l'ancienne résidence estivale impériale.
Pour des raisons de sécurité, la couronne impériale n'est plus jamais sortie de son musée. Ainsi en 2003, pour pouvoir tout de même promouvoir cet objet exceptionnel, le gouvernement brésilien en a commandé une réplique fidèle, mais moins précieuse à l'entreprise de joaillerie Amsterdam Sauer pour permettre son déplacement (les diamants ont notamment été remplacés par du quartz blanc). Le projet pris 18 mois à être réalisé, en grande partie à cause de l'utilisation d'anciennes techniques de taillage et d'orfèvrerie.

## Description

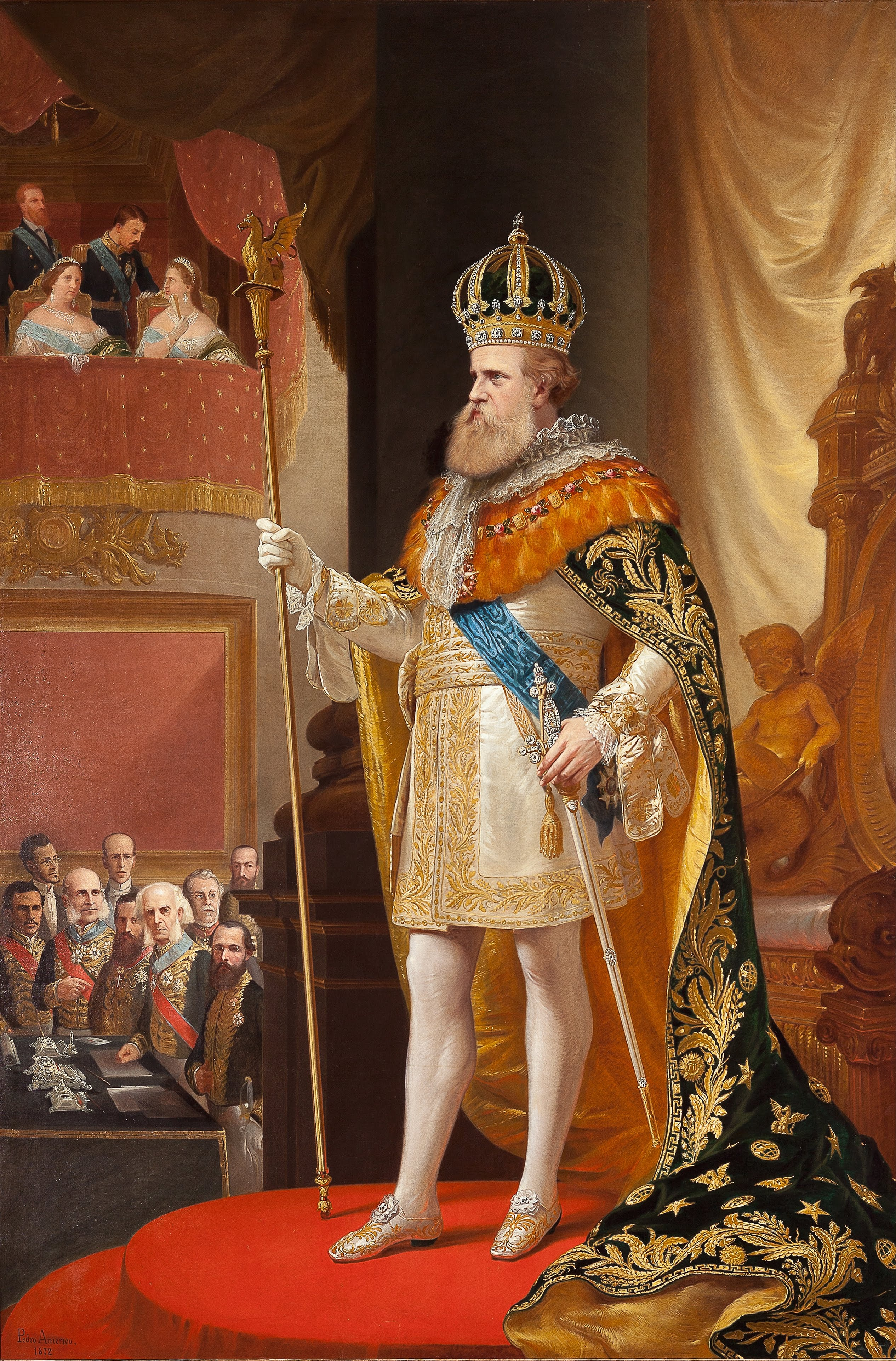
Le Discours du trône (Pierre II à l'ouverture de l'Assemblée générale), par Pedro Américo (1872).

Mesurant 31 centimètres de hauteur pour 20,5 centimètres de diamètre à la base et un poids de 1,955 kilogramme, la couronne impériale du Brésil est faite de différents alliages d'or (jaune ou verdâtre, pour rappeler les couleurs nationales), de 639 diamants (retirés en bonne partie de la couronne de Pierre Ier et qui lui donne son surnom de couronne diamantine) et de 77 perles (provenant de l'héritage de la mère de l'empereur, l'archiduchesse Marie-Léopoldine). Elle est calquée sur les modèles classiques de couronnes européennes et, comme ses modèles, elle est composée de trois parties : un anneau servant de base, une structure supérieure basée sur des arches et, à l'intérieur de ces dernières, une doublure en tissu.
L'anneau est constitué d'or jaune 18 carats et est orné de frises de branches de laurier entrelacées sur les bordures (ces décors étant réalisés en alliage d'or couleur verdâtre). Entre les deux frises de la bordure inférieure est placée une rangée de 77 perles de huit millimètres chacune. Au-dessus, une partie dentée comprenant 16 pointes est décorée de frises identiques, et un diamant solitaire entouré d'argent est fixé sous chacune des pointes. Dans la partie centrale et dans le même alignement avec les pointes, de plus gros diamants taillés en losange sont entourés de pierres plus petites. Sur la partie frontale, un diamant plus gros est taillé en rectangle orne le bandeau. Les pointes de l'anneau sont décorées en alternance de triangles en or vert ou de rosettes de petits diamants incrustés dans un ornement végétal en or.
Derrière les feuilles, huit arches s'élancent jusqu'au sommet de la couronne fermée. Constituées d'or poli pour avoir des formes de bourgeons, elles sont ornées de frises de branches de laurier entrelacées sur leurs bordures et d'une rangée de diamants de petite taille sertis d'argent. Au sommet, un globe d'or poli est ornée d'un décor ciselé et festonné et d'une multitude de petits diamants. Sur ce dernier, un croix catholique constellée de diamants vient rappeler le rôle spirituel du souverain. La doublure est réalisée d'un velours vert foncé matelassé de satin blanc.

## Héraldique
En tant que symbole impérial par excellence, la couronne impériale du Brésil figurait évidemment sur le drapeau et les différentes armoiries de l'empire du Brésil. Seulement, il existe une règle héraldique et vexillologique particulière concernant la couleur de la doublure de la couronne : lorsque la couronne est représentée sur le cimbre ou lorsqu'elle couronne l'écu, elle doit être de gueules (c'est-à-dire rouge en langage héraldique) sauf lorsqu'il s'agit d'armoiries ou d'emblèmes de la famille impériale, ou elle doit alors être de sinople (c'est-à-dire verte).
Milton Luz en donne l'explication suivante dans L'Histoire des emblèmes nationaux :
« No projeto original de Debret, o campo do escudo e o forro da coroa em timbre eram verdes. Félix Taunay – como Debret, professor da Academia de Belas-Artes e seu primeiro diretor – não concordou com a repetição desta cor. Então, sugerindo sua substituição pelo vermelho, D. Pedro alegou que era essa a cor do escudo português, convindo que apenas o forro da coroa adotasse o goles, isto é, o vermelho. E mostrou-se intransigente quanto ao verde-amarelo que, dizia, “representavam a riqueza e a primavera eterna do Brasil »
« Dans la conception originale de Debret, le champ de l'écu et la doublure de la couronne dans la crête étaient verts. Félix Taunay, comme Debret professeur à l'Académie des beaux-arts et son premier directeur, n'était pas d'accord avec la répétition de cette couleur. Ainsi, suggérant son remplacement par le rouge, Pierre Ier a affirmé qu'il s'agissait de la couleur du bouclier portugais, convenant que seule la doublure de la couronne devrait être de gueules, c'est-à-dire en rouge. Et il était intransigeant sur le jaune-vert qui, disait-il, "représentait la richesse et l'éternel printemps du Brésil »
|                                                      |
| Petites armoiries de l'empire du Brésil (1840-1889). |

|                                                      |
| Grandes armoiries de l'empire du Brésil (1840-1889). |